# Портерсвілл (Пенсільванія)
Портерсвілл (англ. Portersville) — місто (англ. borough) в США, в окрузі Батлер штату Пенсільванія. Населення — 231 особа (2020).

## Географія
Портерсвілл розташований за координатами 40°55′28″ пн. ш. 80°8′49″ зх. д. / 40.92444° пн. ш. 80.14694° зх. д. (40.924335, -80.146877).  За даними Бюро перепису населення США в 2010 році місто мало площу 2,06 км², уся площа — суходіл.

## Демографія
Згідно з переписом 2010 року, у селищі мешкало 235 осіб у 104 домогосподарствах у складі 75 родин. Густота населення становила 114 осіб/км².  Було 115 помешкань (56/км²).
Расовий склад населення:
| - 99,1 % — білих |

До двох чи більше рас належало 0,9 %. Частка іспаномовних становила 0,9 % від усіх жителів.
За віковим діапазоном населення розподілялося таким чином: 16,2 % — особи молодші 18 років, 66,8 % — особи у віці 18—64 років, 17,0 % — особи у віці 65 років та старші. Медіана віку мешканця становила 46,3 року. На 100 осіб жіночої статі у селищі припадало 100,9 чоловіків;  на 100 жінок у віці від 18 років та старших — 97,0 чоловіків також старших 18 років.
Середній дохід на одне домашнє господарство  становив 59 590 доларів США (медіана — 54 821), а середній дохід на одну сім'ю — 65 838 доларів (медіана — 68 750). Медіана доходів становила 46 500 доларів для чоловіків та 35 625 доларів для жінок. За межею бідності перебувало 11,6 % осіб, у тому числі 30,0 % дітей у віці до 18 років та 0,0 % осіб у віці 65 років та старших.
Цивільне працевлаштоване населення становило 151 особа. Основні галузі зайнятості: освіта, охорона здоров'я та соціальна допомога — 21,9 %, виробництво — 13,9 %, роздрібна торгівля — 12,6 %.